# Heuhof (Heidenheim an der Brenz)
Heuhof ist ein Teilort des Heidenheimer Stadtteils Oggenhausen in Baden-Württemberg.

## Lage
Heuhof liegt südöstlich des Stadtkerns von Heidenheim und südwestlich von Oggenhausen.

## Geschichte
Heuhof wurde das erste Mal 1298 als Besitz des Klosters Neresheim als Haedorf erwähnt. Zu dieser Zeit war die Ortschaft vermutlich noch deutlich größer als heutzutage. Der Ort wurde nochmals 1341 als Heudorf erwähnt, war bis 1474 jedoch abgegangen. Um 1536 wurde wieder ein Gehöft durch das Kloster Herbrechtingen angelegt, nun jedoch unter dem Namen Heuhof.
Bis 1931 gehörte das Gehöft zu Herbrechtingen, wurde dann jedoch zu Oggenhausen umgemeindet, mit dem es 1971 zu Heidenheim eingemeindet wurde.